# Alfred Bruyas

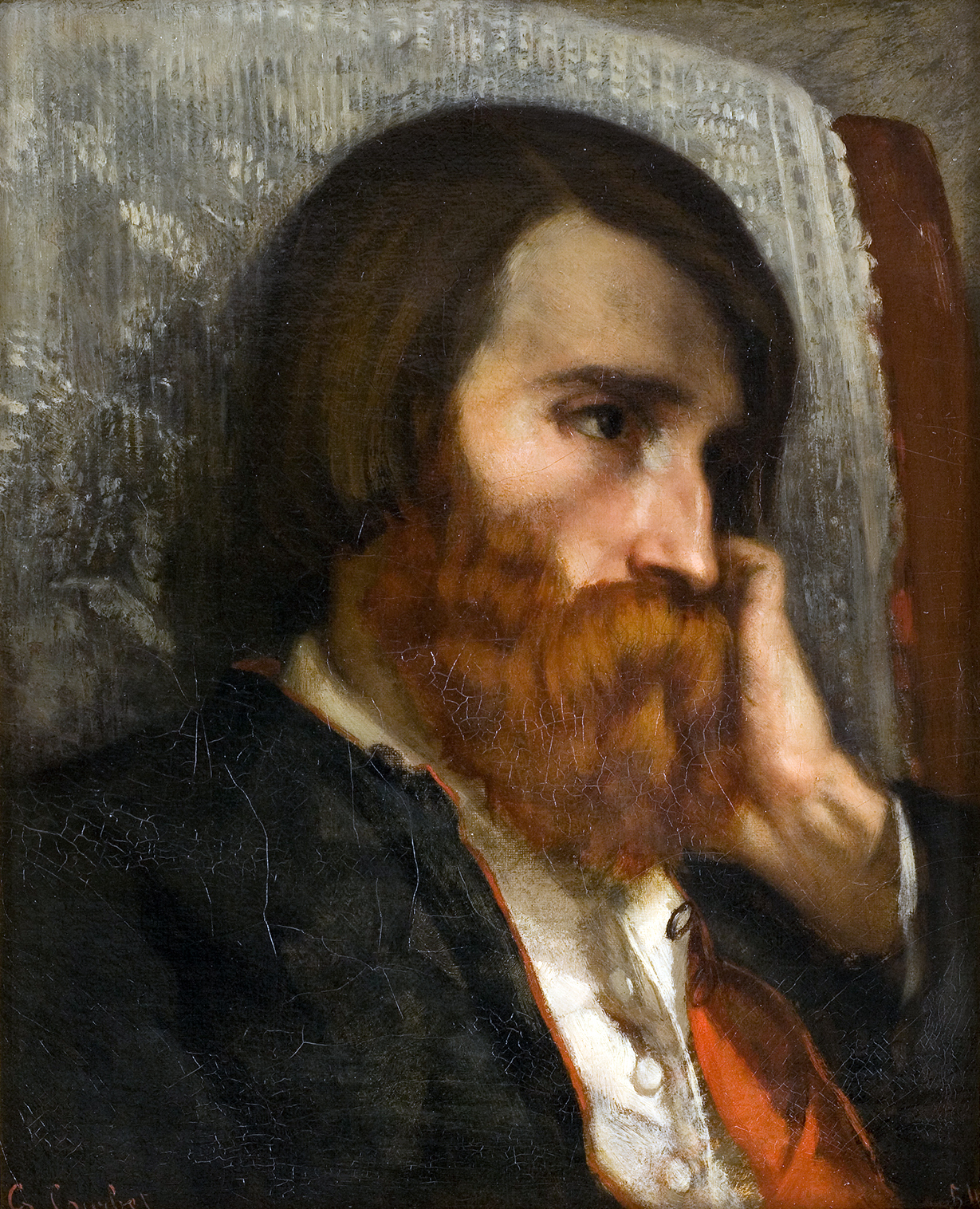
Gustave Courbet 1854, Portret van Alfred Bruyas

Alfred Bruyas (Montpellier, 15 augustus 1821 - aldaar, 1 januari 1877), was een Franse mecenas en kunstverzamelaar. Zijn doopnaam is Jacques-Louis.

## Biografie
Jacques-Louis en zijn tweelingbroer Charles-Marie werden geboren op 15 augustus 1821 in een zeer welstellende familie uit Montpellier. Hun vader Jaques, gehuwd met Félicité Deidier, was een wisselagent en partner van de bank Tissié-Sarrus.
Jaques-Louis, die als roepnaam Alfred kreeg, studeerde bij de dominicanen in Sorèze en was al vroeg geïnteresseerd aan kunst. In 1840 gaat hij in de leer bij de kunstschilder Charles Matet aan het École des beaux-arts in zijn geboortestad. Hij stelde vrij snel vast dat hij niet over de kwaliteiten beschikte om een groot artiest te worden en besloot dan om de kunst te promoten en kunstwerken te verzamelen. Hij vertrekt in 1846 op studiereis naar Rome waar hij verblijft bij de kunstenaarskolonie in de Villa Medici en begint met zijn verzameling door een aantal werken van zijn stadsgenoot Alexandre Cabanel te verwerven. Terug in Montpellier raakt hij bevriend met Auguste-Barthélemy Glaize, die twee portretten van hem schilderde.
In 1849 trok hij naar Parijs waar hij naast de academische en classicistische kunstenaars die hij leert kennen via de Parijse Salons, ook kennis maakte met het werk van de artiesten die zich van de academie distantieerden of niet geaccepteerd werden. In die periode koopt hij Femmes d'Alger en Exercices militaires des marocains van Eugène Delacroix die pas in 1857 werd opgenomen in de Académie des Beaux-Arts. Ook de opkomst van de landschapsschilderkunst ontgaat hem niet en hij voegt een aantal werken van de schilders uit de School van Barbizon aan zijn collectie toe, onder meer van Camille Corot, Jean-François Millet, Théodore Rousseau en Narcisse Diaz de la Peña. In deze periode in Parijs is hij bevriend met Philippe-Joseph Tassaert die eveneens een aantal werken voor hem schildert.

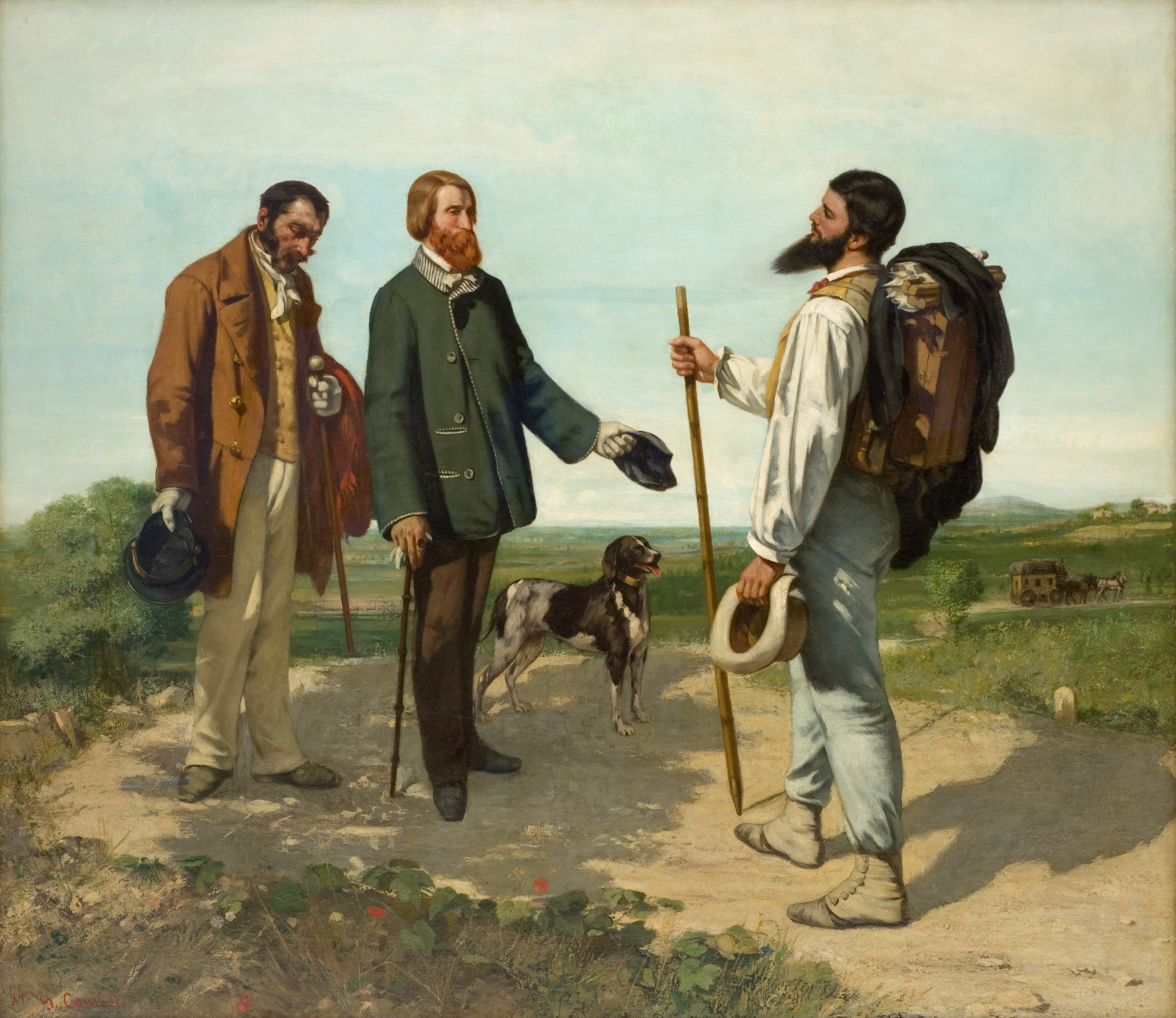
Gustave Courbet, La rencontre.

In 1853 leert hij de realist en voorloper van de impressionisten Gustave Courbet kennen. De kennismaking met deze voor hem "vrije kunstenaar" markeert een keerpunt in zijn leven, hij zal de mecenas van Courbet worden. Hij koopt van hem een belangrijk aantal doeken, waaronder La Fileuse en Les Baigneuses een werk waarrond een schandaal was ontstaan op het Salon, en nodigt de schilder uit voor een bezoek aan Montpellier. Courbet accepteert de uitnodiging en bedankt zijn gastheer met een doek La rencontre, twee portretten van Bruyas en Bords de la mer à Palavas. De reacties op het doek La rencontre, dat na de tentoonstelling ervan in Parijs in 1855,  door de critici spottend Bonjour monsieur Courbet genoemd werd omdat Courbet zich duidelijk als het belangrijkste personage op het doek had voorgesteld, hebben de relaties tussen Bruyas en Courbet voor een poos vertroebeld. Dit lag mee aan de basis van het feit dat Bruyas in 1855 Parijs liet voor wat het was en naar Montpellier terugkeerde.
Naast de werken van Courbet kocht Bruyas in deze periode ook werken van Louis Hector Allemand, Thomas Couture, Adrien Guignet, Adolphe Hervier, Prosper Marilhat, Edouard-Antoine Marsal, Marcel Verdier en Constant Troyon. Hij liet in de loop van zijn leven 32 portretten van zichzelf maken door de grootste kunstenaars van zijn tijd.
Zijn manie voor Courbet, een revolutionair artiest, wordt door zijn omgeving niet gesmaakt en door zijn vriendenkring in Parijs op sarcasme onthaald. Hij trekt zich meer en meer terug uit het publieke leven en vervolledigt zijn verzameling om een breed overzicht van de kunst van de 19e eeuw te kunnen tonen. Hij koopt nog verschillende werken aan onder meer van Ingres, Géricault en Barye en werkt ondertussen aan een beschrijving van zijn verzameling. In 1868 schenkt Bruyas een deel van zijn verzameling aan het Musée Fabre in Montpellier en wordt hij door de burgemeester aangesteld tot conservator voor het leven. Hij legeert zijn volledige collectie aan de stad in 1876. Bij de installatie van de Galerie Bruyas in het museum Fabre in 1868 zal Bruyas de hem toegewezen zalen zo inrichten dat La rencontre omringd door andere werken, duidelijk le patron toont en Courbet een van de vele kunstenaars wordt wier werken door hem geselecteerd werden.
In de herfst van 1876 wordt Bruyas ziek en moet al spoedig het bed houden. Hij overlijdt op 1 januari 1877 en wordt bijgezet op het cimetière Saint-Lazare van Montpellier.

## Werken
Hierbij een selectie uit de werken die Bruyas tijdens zijn loopbaan als verzamelaar aankocht. De lijst is niet volledig, in 1868 schonk Bruyas 88 schilderijen aan het Musée Fabbre.
- Alexandre Cabanel, Portrait d’Alfred Bruyas, 1846
- Alexandre Cabanel, Albaydé, 1848
- Auguste Barthélémy Glaize, Intérieur du Cabinet de Bruyas, 1848
- Auguste Barthélémy Glaize, Portrait d’Alfred Bruyas, 1849
- Thomas Couture, Portrait d’Alfred Bruyas, 1850
- Eugène Delacroix, Exercices militaires des Marocains, 1850
- Jean-FrançoisMillet, Offrande à Pan, 1850
- Théodore Rousseau, La mare, 1850
- Nicolas François Octave Tassaer, Ciel et Enfer, 1850
- Jean Baptiste Camille Corot, La pêche à l’épervier, 1851
- Eugène Delacroix, Femmes d’Alger dans leur intérieur, 1852
- Alexandre Cabanel, Velléda, 1852
- Gustave Courbet,  Les baigneuses, 1853
- Gustave Courbet,  La fileuse endormie, 1853
- Gustave Courbet,  Alfred Bruyas dit Tableau solution, 1853
- Eugène Delacroix, Portrait d’Alfred Bruyas, 1853
- Nicolas François Octave Tassaert, L’atelier du peintre, 1853
- Gustave Courbet,  L’homme à la pipe, 1854
- Gustave Courbet,  Autoportrait dit au col rayé, 1854
- Gustave Courbet,  La rencontre, 1854
- Gustave Courbet,  Le bord de mer à Palavas, 1854
- Gustave Doré, Souvenir des Alpes ; Paysage, 1857
- François Léon Benouville, La colère d’Achille, 1860
- François Bonvin, Au banc des pauvres – Souvenir de Bretagne, 1864
- Eugène Delacroix, Aspasie, 1864
- Gustave Courbet,  Solitude ou Le ruisseau couvert, 1866
- Louis Gabriel Eugène Isabey, La tempête – Naufrage, 1868
- Jean Baptiste Camille Corot, Souvenir de Ville d’Avray, 1871
- Antoine Louis Barye, Lion au serpent, 1872
- Gustave Courbet,  Portrait de Charles Baudelaire, 1874
- Théodore Gericault, Étude de pieds et de main, 1874
- Paul Huet, Vue prise à Bas-Meudon – Effet de brouillard, 1875

## Galerij

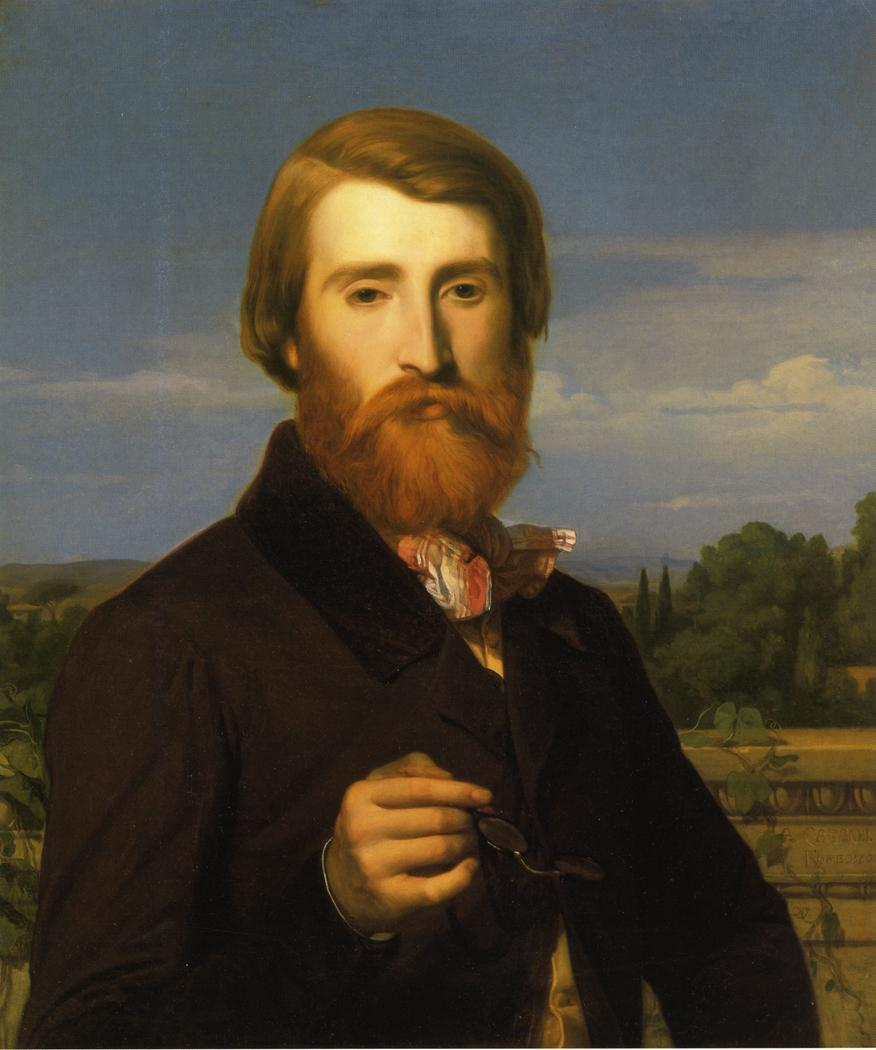
Alexandre Cabanel, Portrait d’Alfred Bruyas, 1846
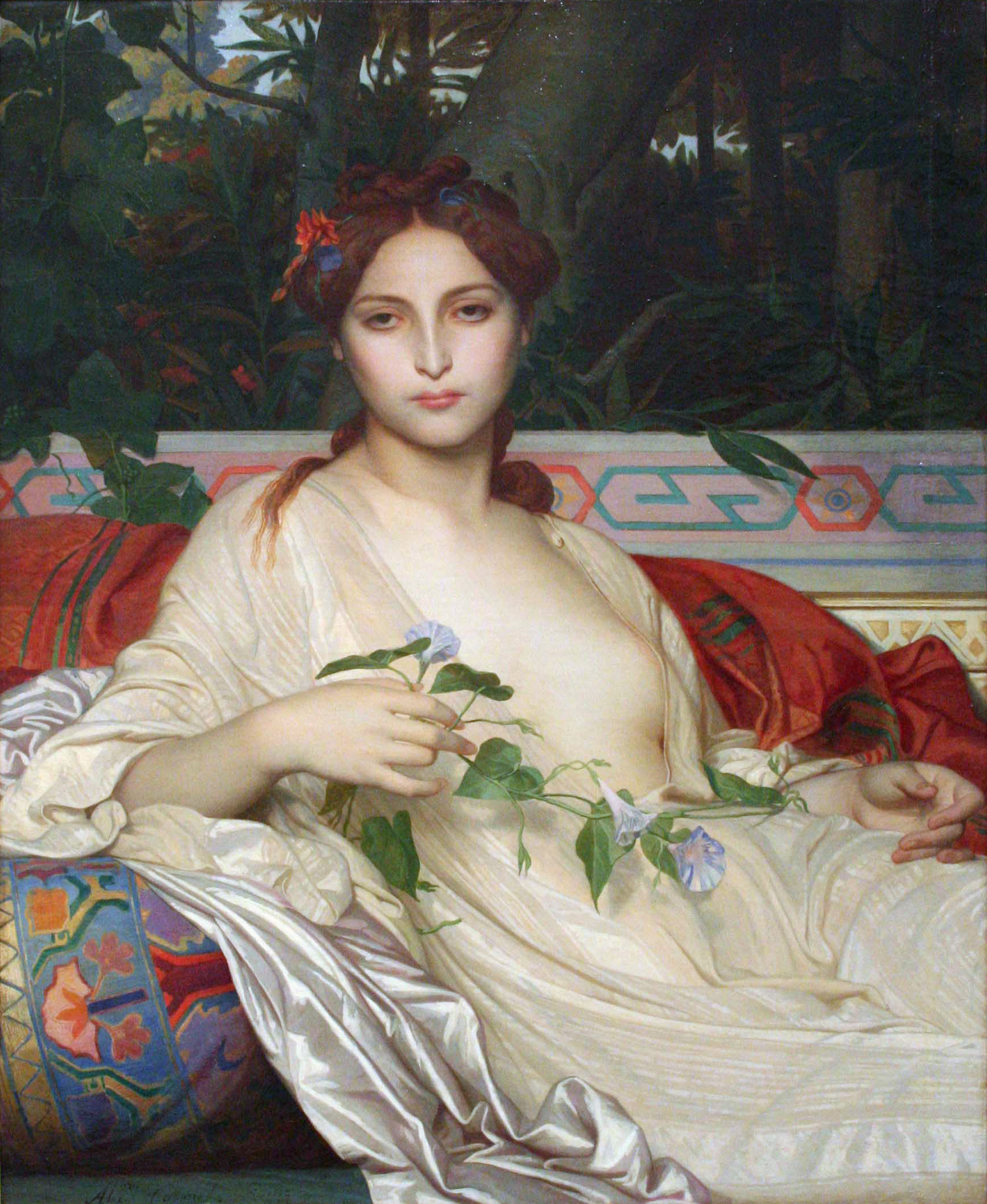
Alexandre Cabanel, Albaydé, 1848
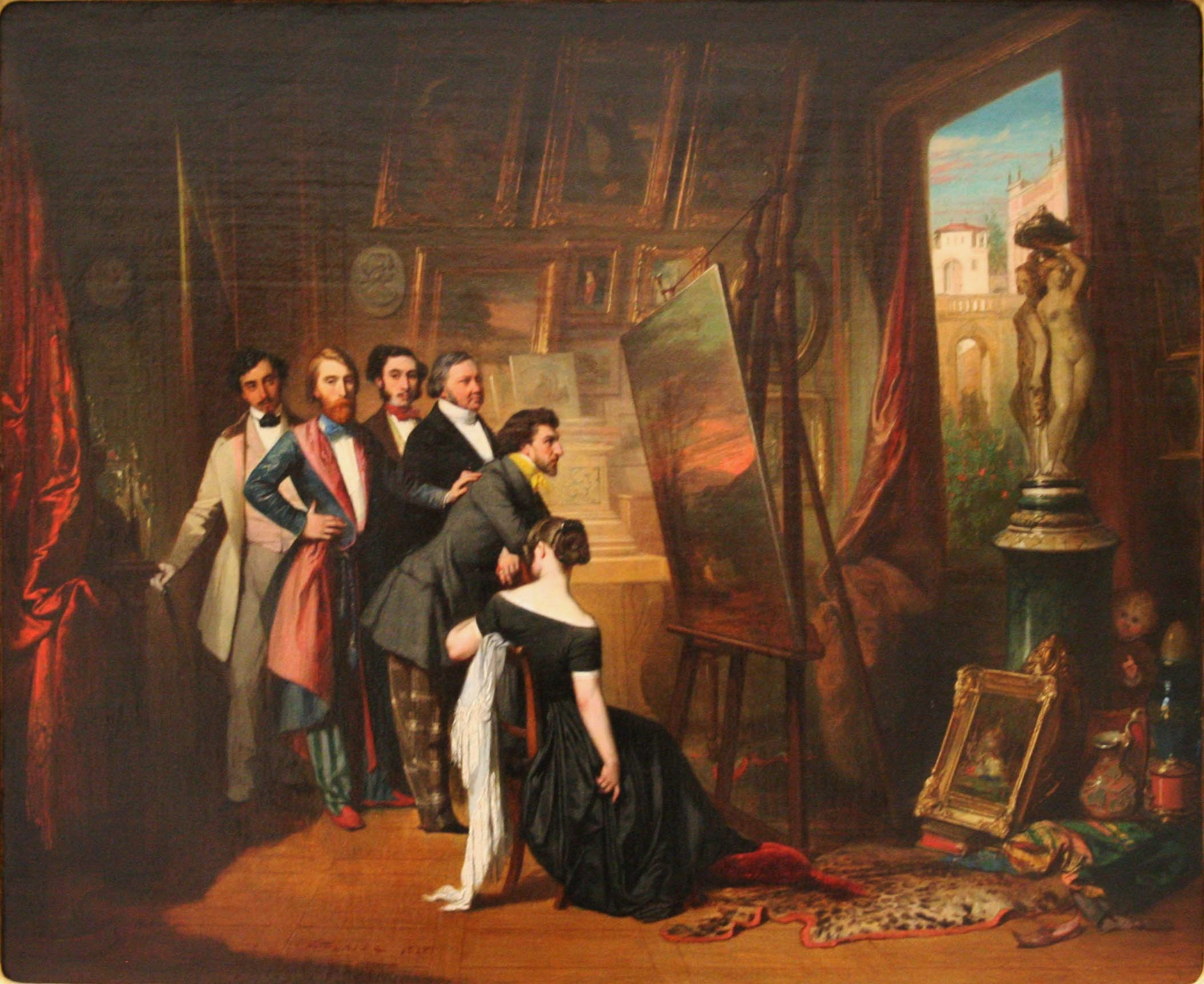
Auguste Barthélémy Glaize, Intérieur du Cabinet de Bruyas, 1848
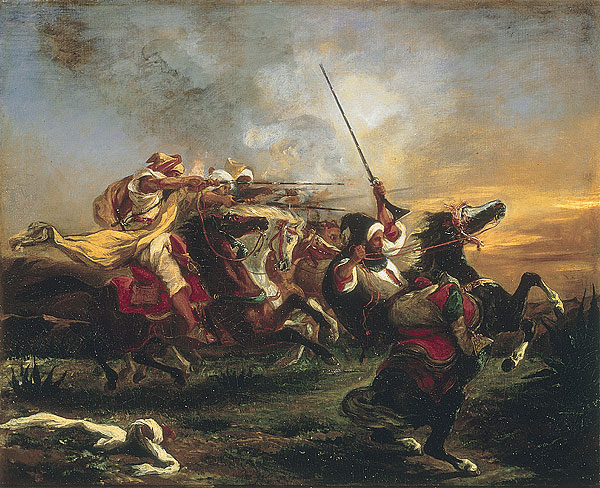
Eugène Delacroix, Exercices militaires des Marocains, 1850
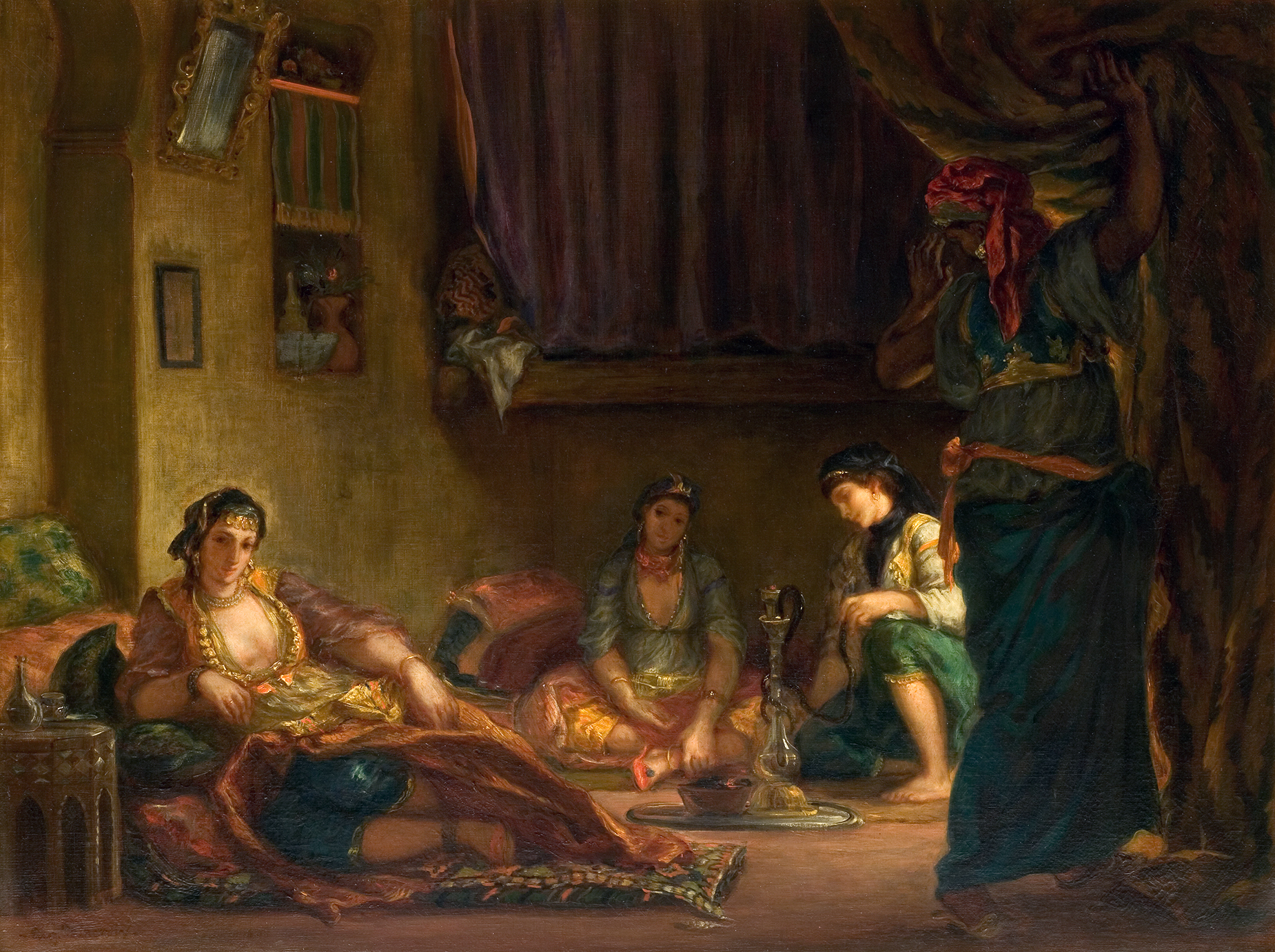
Eugène Delacroix, Femmes d’Alger dans leur intérieur, 1852
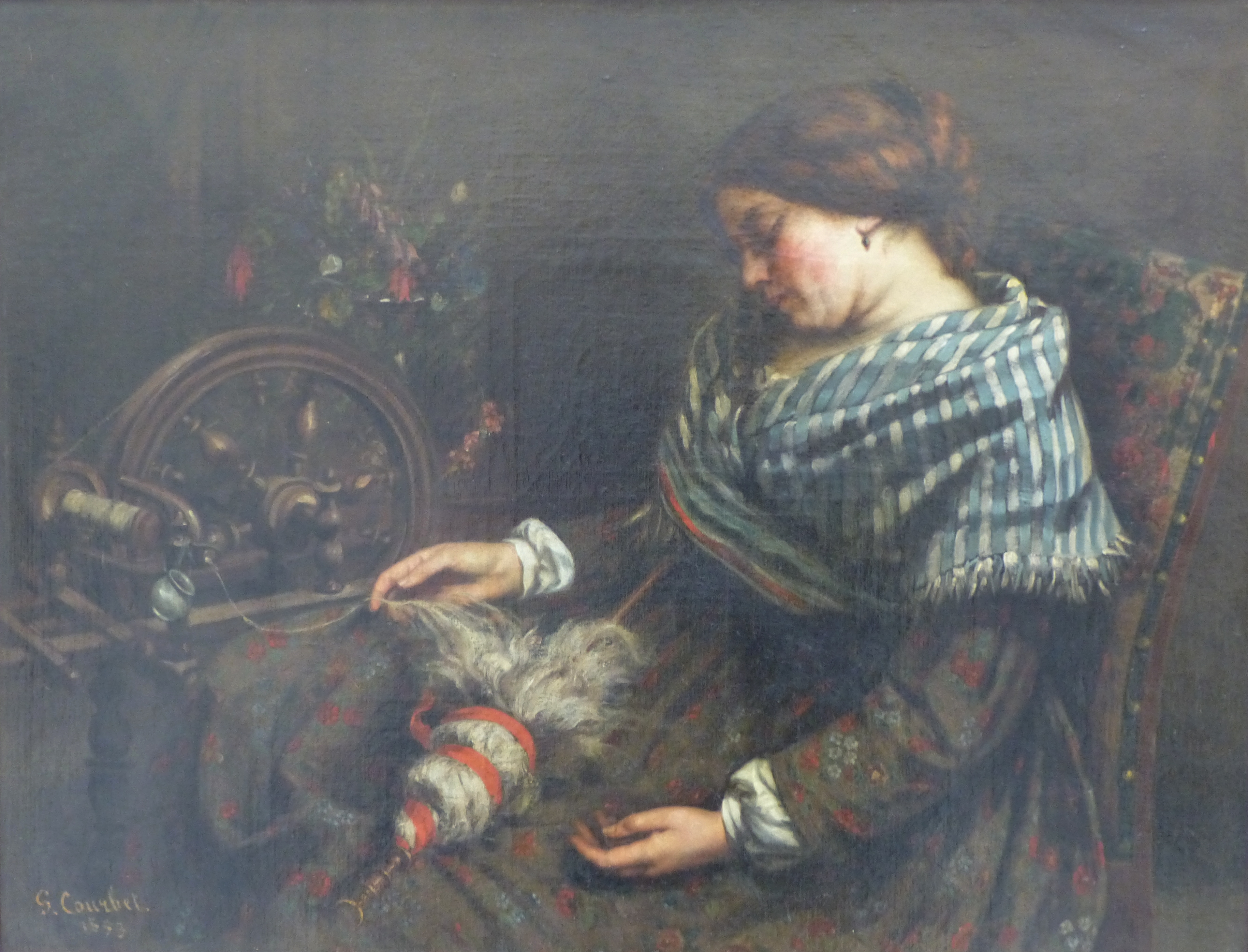
Gustave Courbet,  La fileuse endormie, 1853
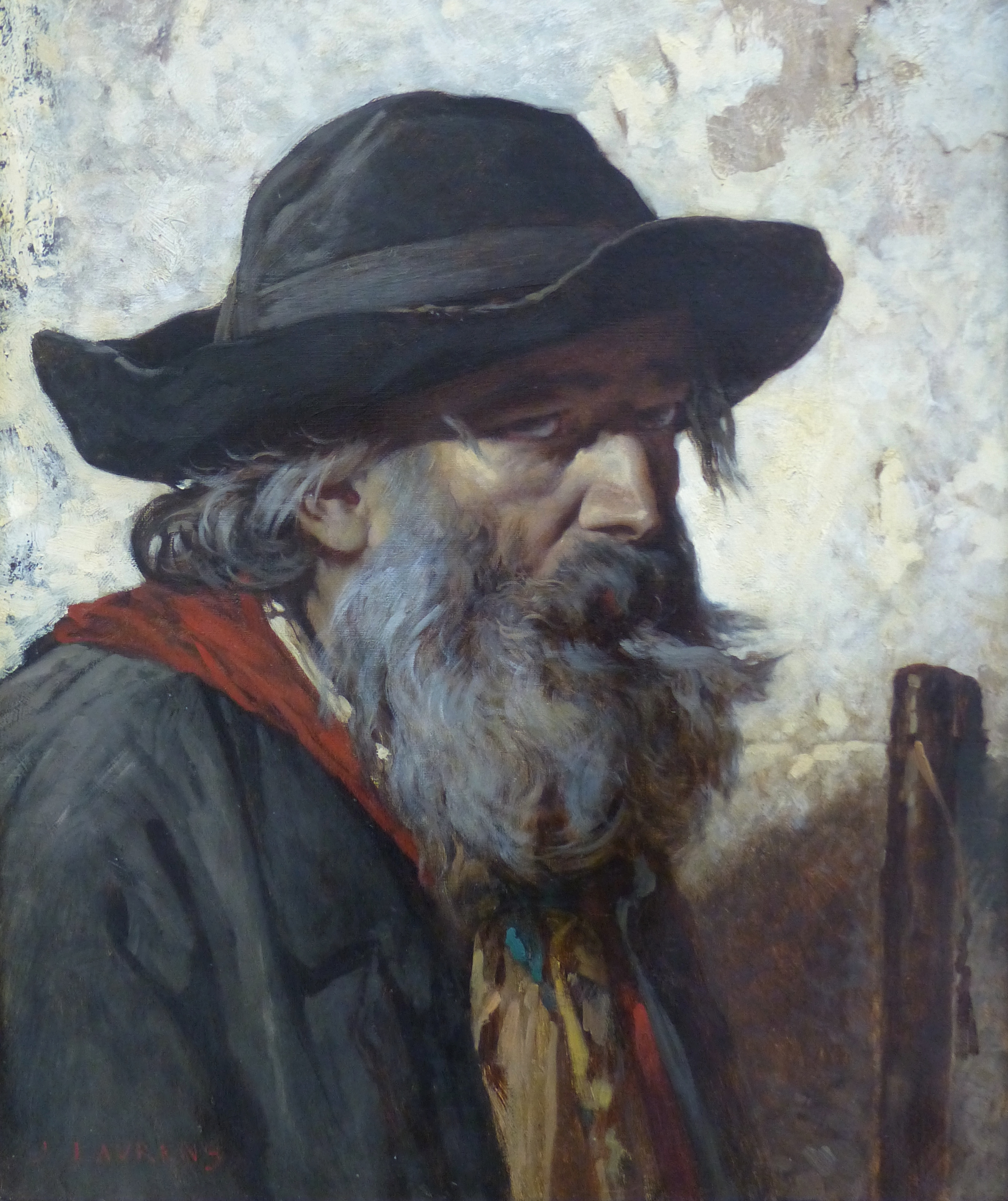
Jules Laurens, 1868

## Geschriften
Werken van Alfred Bruyas op de data van de BnF, website van de Bibliothèque nationale de France.
- Le vrai sentiment exclut-il le mot prétention? (1851)
- Salons de peinture de M. Alfred Bruyas (1852)
- Salons de peinture de M. Alfred Bruyas (1853)
- Solution d'artiste. Sa profession de foi (1853)
- Explication des ouvrages de peinture du cabinet de M. Alfred Bruyas (1854)
- Autographes sur l'exposé du tableau la Rencontre, Parijs, Plon, (1856)
- Art moderne. Documents relatifs à la galerie Bruyas (1872)
- Musée de Montpellier. La Galerie Bruyas (1876, met Théophile Silvestre, onvolledige catalogus)

## Weblinks
- La Galerie Bruyas op Gallica